# 1973-as Formula–1 olasz nagydíj
Az 1973-as Formula–1 világbajnokság tizenharmadik futama az olasz nagydíj volt.

## Futam
| Helyezés | #  | Versenyző            | Csapat/Motor      | Futott körök | Idő/Kiesés oka     | Rajthely | Pontszám |
| -------- | -- | -------------------- | ----------------- | ------------ | ------------------ | -------- | -------- |
| 1        | 2  | Ronnie Peterson      | Lotus-Ford        | 55           | 1:29:17,0          | 1        | 9        |
| 2        | 1  | Emerson Fittipaldi   | Lotus-Ford        | 55           | 0,8                | 4        | 6        |
| 3        | 8  | Peter Revson         | McLaren-Ford      | 55           | 28,8               | 2        | 4        |
| 4        | 5  | Jackie Stewart       | Tyrrell-Ford      | 55           | 33,2               | 6        | 3        |
| 5        | 6  | François Cevert      | Tyrrell-Ford      | 55           | 46,2               | 11       | 2        |
| 6        | 10 | Carlos Reutemann     | Brabham-Ford      | 55           | 59,8               | 10       | 1        |
| 7        | 23 | Mike Hailwood        | Surtees-Ford      | 55           | + 1:28,7           | 8        |          |
| 8        | 3  | Jacky Ickx           | Ferrari           | 54           | + 1 kör            | 14       |          |
| 9        | 29 | David Purley         | March-Ford        | 54           | + 1 kör            | 24       |          |
| 10       | 16 | George Follmer       | Shadow-Ford       | 54           | + 1 kör            | 21       |          |
| 11       | 17 | Jackie Oliver        | Shadow-Ford       | 54           | + 1 kör            | 19       |          |
| 12       | 9  | Rolf Stommelen       | Brabham-Ford      | 54           | + 1 kör            | 9        |          |
| 13       | 20 | Jean-Pierre Beltoise | BRM               | 54           | + 1 kör            | 13       |          |
| 14       | 12 | Graham Hill          | Shadow-Ford       | 54           | + 1 kör            | 22       |          |
| 15       | 7  | Denny Hulme          | McLaren-Ford      | 53           | + 2 kör            | 3        |          |
| HN       | 25 | Howden Ganley        | Iso Marlboro-Ford | 44           | Helyezés nélkül    | 20       |          |
| Kiesett  | 15 | Mike Beuttler        | March-Ford        | 34           | Váltó              | 12       |          |
| Kiesett  | 21 | Niki Lauda           | BRM               | 33           | Baleset            | 15       |          |
| Kiesett  | 19 | Clay Regazzoni       | BRM               | 30           | Gyújtás            | 18       |          |
| Kiesett  | 24 | Carlos Pace          | Surtees-Ford      | 17           | Gumi               | 5        |          |
| Kiesett  | 26 | Gijs van Lennep      | Iso Marlboro-Ford | 14           | Túlmelegedés       | 23       |          |
| Kiesett  | 28 | Rikky von Opel       | Ensign-Ford       | 10           | Túlmelegedés       | 17       |          |
| Kiesett  | 11 | Wilson Fittipaldi    | Brabham-Ford      | 6            | Fék                | 16       |          |
| Kiesett  | 4  | Arturo Merzario      | Ferrari           | 2            | Felfüggesztés      | 7        |          |
| NI       | 27 | James Hunt           | March-Ford        |              | Gyakorlási baleset |          |          |

## Statisztikák
Vezető helyen:
- Ronnie Peterson: 55 (1-55)

Ronnie Peterson 3. győzelme, 7. pole-pozíciója, Jackie Stewart 14. leggyorsabb köre.
- Lotus 53. győzelme.